# Shimla Airport
Shimla Airport är en flygplats i Indien.   Den ligger i distriktet Solan och delstaten Himachal Pradesh, i den norra delen av landet, 270 km norr om huvudstaden New Delhi. Shimla Airport ligger 1 536 meter över havet.
Terrängen runt Shimla Airport är lite bergig, och sluttar västerut. Runt Shimla Airport är det ganska tätbefolkat, med 160 invånare per kvadratkilometer. Närmaste större samhälle är Shimla, 9,7 km öster om Shimla Airport. I omgivningarna runt Shimla Airport växer i huvudsak blandskog.